# Dorothy LeMay
Dorothy LeMay (née le 14 février 1954) est une actrice pornographique américaine, célèbre de la fin des années 1970 jusqu'au début des années 1980. Elle intègre le prestigieux AVN Hall of Fame en récompense de sa carrière.

## Filmographie principale
- Memphis Cathouse Blues (1982)
- Taboo II (1982)
- Vista Valley P.T.A. (1981)
- Nightdreams (1981)
- Taboo (1980)
- 10 (1979)
- Sensual Fire (1979)
- Bad Company (1978)
- Female Athletes (1977)
- Garage Girls
- Chopstix